# Wu-Tang Clan
Wu-Tang Clan je americké rapové uskupení, které vzniklo v roce 1993 v New Yorku. Tvoří jej tři členové z Brooklynu a šest ze Staten Islandu. Jejich nejúspěšnějším albem je Wu-Tang Forever z roku 1997.

## Historie
V roce 1992 bratranci RZA, GZA/Genius a ODB zakládají skupinu, která se jmenuje All in Together Now. Později se postupně přidávají i členové Method Man, Inspectah Deck, U-God, Ghostface Killah, Raekwon a Masta Killa. Dvorním DJ klanu je Allah Mathematics, který se v této funkci střídá s DJ Sueside. Neoficiálním (a v jednu chvíli i oficiálním) členem Wu je také Cappadonna.
Tak vzniká Wu-Tang Clan. Jméno si propůjčili z kung-fu filmů podle legendárního samurajského meče, který má magickou moc (Wu Tang je také jedna z odnoží kung-fu). Vliv kung-fu filmů je znát i v jejich tvorbě. Wu nadefinovali vlastní zvuk, který se dá poznat po pár sekundách poslechu. Syrové beaty a samply z kung-fu filmů doplněné velmi agresivním rapem, to je typické pro těchto devět MCs. V roce 1993 vyšlo jejich debutové album Enter the Wu-Tang (36 Chambers) a velké labely se začaly předhánět v nabídkách. Producent, zakladatel a obchodník RZA se ale držel zpátky. Nakonec se mu povedlo využít situace. Dostal smlouvu, která zaručovala, že každý z členů může vydat svoje album kdy a kde bude chtít. V roce 2007 skupina navštívila Prahu, v roce 2008 byla její druhá návštěva v hlavním městě České republiky plánována na 10. července.[zdroj⁠?!]

## Diskografie

### Studiová alba
| Rok  | Album                                                                          | Nejvyšší umístění v hitparádě | Nejvyšší umístění v hitparádě | Nejvyšší umístění v hitparádě | Nejvyšší umístění v hitparádě | Ocenění                                          |
| Rok  | Album                                                                          | US 200                        | US Hip-Hop                    | CAN                           | UK                            | Ocenění                                          |
| ---- | ------------------------------------------------------------------------------ | ----------------------------- | ----------------------------- | ----------------------------- | ----------------------------- | ------------------------------------------------ |
| 1993 | Enter the Wu-Tang (36 Chambers) - Vydáno: 9. listopadu 1993 - Vydavatel: Loud  | 41                            | 8                             | —                             | 77                            | US: platinové                                    |
| 1997 | Wu-Tang Forever - Vydáno: 3. června 1997 - Vydavatel: Loud                     | 1                             | 1                             | 1                             | 1                             | US: 4x platinové CAN: 2x platinové UK: platinové |
| 2000 | The W - Vydáno: 20. listopadu 2000 - Vydavatel: Columbia                       | 5                             | 1                             | 9                             | 19                            | US: platinové CAN: zlaté UK: zlaté               |
| 2001 | Iron Flag - Vydáno: 18. prosince 2001 - Vydavatel: Columbia                    | 32                            | 6                             | —                             | 77                            | US: zlaté                                        |
| 2007 | 8 Diagrams - Vydáno: 11. prosince 2007 - Vydavatel: Universal Motown           | 25                            | 9                             | —                             | 114                           | US: /                                            |
| 2014 | A Better Tomorrow - Vydáno: 2. prosince 2014 - Vydavatel: Asylum, Warner Bros. | 29                            | 3                             | —                             | 74                            | US: /                                            |

### Spolupráce členů
| Rok  | Album | Nejvyšší umístění v hitparádě | Nejvyšší umístění v hitparádě | Nejvyšší umístění v hitparádě | Ocenění |
| Rok  | Album | US 200                        | US Hip-Hop                    | CAN                           | Ocenění |
| ---- | --- | ----------------------------- | ----------------------------- | ----------------------------- | ------- |
| 2009 | Wu-Tang Chamber Music (Raekwon, Method Man, Ghostface Killah, RZA, U-God & Inspectah Deck) - Vydáno: 30. červen 2009 - Vydavatel: E1 Music, Universal | 49                            | 13                            | -                             | US: /   |
| 2010 | Wu-Massacre (Raekwon, Method Man & Ghostface Killah) - Vydáno: 30. března 2010 - Vydavatel: Def Jam                                                   | 12                            | 6                             | 29                            | US: /   |
| 2011 | Wu-Tang Legendary Weapons (Raekwon, Method Man, Ghostface Killah, RZA, U-God & Inspectah Deck) - Vydáno: 26. července 2011 - Vydavatel: E1 Music      | 38                            | 10                            | 98                            | US: /   |

### Významné kompilace
- 1998 – The Swarm
- 1999 – Wu-Chronicles
- 2001 – Wu-Chronicles, Chapter 2
- 2002 – The Sting
- 2004 – Legend of the Wu-Tang Clan
- 2008 – Wu: The Story of the Wu-Tang Clan

### Úspěšné singly
- 1993 – "Method Man"
- 1994 – "C.R.E.A.M."
- 1994 – "Can It Be All So Simple"
- 1997 – "Triumph"
- 2000 – "Protect Ya Neck (The Jump Off)"
- 2002 – "Uzi (Pinky Ring)"

## Členové

### RZA
přezdívky:
- The Abbott
- Bobby Digital
- Bobby Steels
- Prince Rakeem
- Ruler Zig Zag Zig Allah

Vlastním jménem: Robert F. Diggs
Narozen: 5. července 1969 v Brooklynu
Producent a hlava celého klanu. Rapper, uznávaný producent. Jeho jméno je navždy zapsáno v dějinách této hudby.[zdroj⁠?!] Je považován, mezi umělci, za jednoho z nejlepších hip hopových producentů na světě.[zdroj⁠?!] Kromě Wu-Tangu se účastnil mj. i projektu Gravediggaz, který přivedl na světlo světa tzv. Horror Core Rap. Dnes se zabývá filmovou hudbou. Mezi známější soundtracky patří Kill Bill, Blade 3, Ghost Dog: Way of The Samurai. V Praze vystoupil v roce 2001 s Masta Killem a roku 2003 s holanďanem The Cilvaringz.
Diskografie:
- Ohh I Love You Rakeem (1991)
- Bobby Digital in Stereo (1998)
- Digital Bullet (2001)
- Birth of a Prince (2003)
- Digi Snacks (2008)

### GZA / Genius
přezdívky: Genius, Justice, Allah Justice, Maximilion
vlastním jménem: Gary Grice
narozen: 22. srpna 1966 v Brooklynu
Zakladatel Wu Tangu. Nejstarší člen a jeden ze tří zakládajících. Jeho styl rapu je velmi osobitý.[zdroj⁠?!] Podle kritiků má ze všech 9 členů údajně nejpropracovanější texty, které kombinují filozofii šachů a východní kultury.[zdroj⁠?!] Prahu navštívil v roce 2006.
Diskografie:
- Words from the Genius (1991)
- Liquid Swords (1995)
- Beneath the Surface (1999)
- Legend of Liquid Sword (2002)
- GrandMasters (s DJ Muggs) (2005)
- Pro Tools (2008)

### Ol‘ Dirty Bastard
přezdívky: Dirty, A son unique, Dirt McGirt, Big Baby Jesus, Ol' Dirty Blocks, Ol' Dirty Chinese Restaurant,BZA
vlastním jménem: Russel Jones
narozen: 15. listopadu 1968 v Brooklynu
zemřel: 13. listopadu 2004
Nejkontroverznější, nejcharizmatější rapper z Wu-tangu.[zdroj⁠?!] Jeho styl se pohyboval někde mezi šílenstvím a genialitou. Dodnes je milován a uznáván po celém hip hopovém světě.[zdroj⁠?!] Jeho hit Shimmy Shimmy ya slavil úspěch v komerční sféře. Kromě clanu byl členem Brooklyn Zoo. Tento muž se potýkal celý svůj život se zákonem. Strávil tak docela dost času ve vězení, ať už kvůli neplacení alimentů, drogám, které se mu staly osudným, nelegálnímu držení zbraní nebo krádežím.
Zemřel v nahrávacím studiu v roce 2004 na srdeční kolaps. Z údajného předávkování kokainu v kombinaci s tarambolem.
Diskografie:
- Return to the 36 Chambers: The Dirty Version (1995)
- Nigga Please (1999)

### Method Man
přezdívky: Tical Iron Lung, MZA, Johnny Blaze,Mef
vlastním jménem: Clifford Smith
narozen: 1. dubna 1971 Long Island
První člen, který vydal sólo album po vzniku Clanu. Method Man je také jediným členem, který získal cenu Grammy za singl I'll Be There for You/You're All I Need s Mary J. Blige.
Umístil se také v žebříčku rapperů, kteří vykouří nejvíce Marihuany na druhém místě hned za Snoop Doggem.[zdroj⁠?!] Je typický nakřáplým hlasem a podle RZA nejlepší flow z celé skupiny. 2. dubna 2010 navštívil sólově Prahu.
Diskografie:
- Tical (1994)
- Tical 2000: Judgement Day (1998)
- Tical 0: The Prequel (2004)
- 4:21... The Day After (2006)
- The Meth Lab (2015)

### Raekwon
přezdívky: Lex Diamonds, The Chef, Shallah
vlastním jménem: Corey Woods
narozen: 12. ledna 1970 Staten Island
Člen, o kterém je známo, že dbá hodně na svůj vzhled. Člen s minulostí, o které se příliš nemluví.[zdroj⁠?!] Jeho sólo debut je dodnes mnohými kritiky považován za nejlepší.
Diskografie:
- Only Built 4 Cuban Linx... (1995)
- Immobilarity (1999)
- The Lex Diamonds Story (2003)
- Only Built 4 Cuban Linx... pt. II (2009)

### Ghostface Killah
přezdívky: Tony Starks, Ironman, Pretty Toney
vlastním jménem: Dennis Coles
narozen: 9. března 1970 Staten Island
Nejaktivnější a nejkreativnější člen. Jako jeden z mála celebrit odmítá ochranku. Tvrdí, že Bůh je jeho bodyguard. Je velmi lehce poznatelný podle hlasu.[zdroj⁠?!] Je o něm známo, že se stará i o charitu. Pomáhá newyorským bezdomovcům. Kromě Wu je také členem Theodore Unit. Navštívil Prahu v roce 2004 a 2009.
Diskografie:
- Ironman (1996)
- Supreme Clientele (2000)
- Bulletproof Wallets (2001)
- The Pretty Toney Album (2004)
- Fishscale (2006)
- More Fish (2006)
- The Big Doe Rehab (2007)
- Ghostdini: Wizard of Poetry in Emerald City (2009)
- Apollo Kids (2010)

### Inspectah Deck
přezdívky: Rebel INS, Rollie Fingers, Fifth brother, Sir I, Manifesto,
vlastním jménem: Jason Hunter
narozen: 6. července 1970 Staten Island
Týmový hráč. I podle počtu vydaných sólo projektů je jasné, že dává přednost clanu před sólo dráhou. Vedle rapu se věnuje také produkci. Je známý svými „prvními slokami“, které RZA označuje jako nakopávající.[zdroj⁠?!] Navštívil ČR v roce 2005.
Diskografie:
- Uncontrolled Substance (1999)
- The Movement (2003)
- The Resident Patient (2006)
- Manifesto (2010)

### U-GOD
přezdívky: Golden Arms, 4 Bar Killer, U-godzilla,
vlastním jménem: Lamont Jody Hawkins
narozen: 11. října 1970 Staten Island
Nejhrubší hlas. Patří k nejtajemnějším členům. Říká se o něm, že vždy, když něco potřeboval, sehnal to prakticky okamžitě. Ať už šlo o peníze nebo o nějaký předmět.[zdroj⁠?!]
Diskografie:
- Golden Arms Redemption (1999)
- Mr. Xcitement (2005)
- Dopium (2009)

### Masta Killa
přezdívky: High Chief, Jamal Irief
vlastním jménem: Elgin Turner
narozen: 18. srpna 1969 Brooklyn
Nejtajemnější člen. Známý je jako odpůrce interview.[zdroj⁠?!] Má podobně jako GZA velmi charismatický styl přednesu. V Praze se objevil společně s RZA v roce 2001.
Diskografie:
- Mo Said Date (2004)
- Made in Brooklyn (2006)
- Loyalty is Royalty (2010)

## Wu-Tang Fam, Wu-Tang Killa Beez
Protože fenomén Wu-Tangu zasáhl bezesporu celý rapový svět a spousta MCs chtěla v odkazu Wu-Tangu pokračovat, vytvořila se skupina, která se nazývá Killa Beez neboli rodina Wu-Tang Clanu. Tato rodina má velký počet členů, kteří se vyskytují po celém světě. Členové těchto skupin jsou například: Brooklyn Zu, Sunz of Man, Killarmy, Royal Fam, Gravediggaz, Black Knights, GP Wu, Northstar, Division, Wu-Syndicate, Wu-Tang Killa Beez, 4th Disciple, Streetlife aj.